# Шліфер Леонід Йосипович
Леонід Йосипович Шліфер (1 квітня 1927, Нова Осипняжка — 19 листопада 2008) — український сільськогосподарський діяч, директор ТОВ «Добробут», двічі Герой Соціалістичної Праці.

## Біографія
Народився 1 квітня 1927 року на хуторі Новій Осипняжці Ставидлянської сільської ради Олександрівського району (тепер Кіровоградської області). 
У вересні 1941 року почав працювати поштовим агентом в Безим'янівськїй районній конторі зв'язку Саратовської області. 
В жовтні 1942 року добровільно вступив до лав Червоної Армії. Учасник німецько-радянської війни до травня 1945 року, служив у військовій авіації, готуючи до вильоту бойові літаки. Нагороджений низкою бойових нагород.
З 1946 року працював у фінансових органах Кіровоградської області, з січня 1950 року до січня 1953 року очолював Новоархангельський фінвідділ. 
26 січня 1953 року загальними зборами колгоспників був обраний головою найвідсталішого на той час господарства імені Сталіна (село Тимофіївка). Завдяки особистим якостям керівника через два роки колгосп вийшов на перше місце по основних показниках сільськогосподарського виробництва. В 1959 році відбулося його об'єднання з відстаючим колгоспом імені Горького, що діяв у селі Надлаку, а в 1964 році до сільгосппідприємства приєднався колгосп імені Кірова (село Іванівка). Укрупнене агроформування почало називатися «Зоря комунізму». Господарство щороку брало участь у Всесоюзній сільськогосподарській виставці.
Обирався депутатом Верховної Ради СРСР, обласної, районної та сільської рад народних депутатів.

Могила Леоніда Шліфера

Помер 19 листопада 2008 року. Похований в Києві на Байковому кладовищі (ділянка № 33).

## Відзнаки
- Двічі Герой Соціалістичної Праці (1965, 1988);
- Нагороджений багатьма нагородами СРСР, з них — п'ятьма орденами Леніна, медаллю «За оборону Сталінграда»;
- Почесна Грамота Президії Верховної Ради УРСР (7 квітня 1977);
- У 1991 йому було присвоєне почесне звання «Заслужений працівник сільського господарства СРСР»[1];
- Нагороджений тринадцятьма Золотими медалями Головвиставкому СРСР.
- Нагороджений президентськими відзнаками, орденами «За заслуги» III ступеня та II ступеня (2007)[2], орденом «За мужність»;
- У 2007 році нагороджений Почесною відзнакою Кіровоградської області «Честь і слава Кіровоградщини».

## Вшанування пам'яті
В селі Надлаку Леоніду Шліферу встановлене погруддя (скульптор Володимир Іваненко).